# Танок віддзеркалень

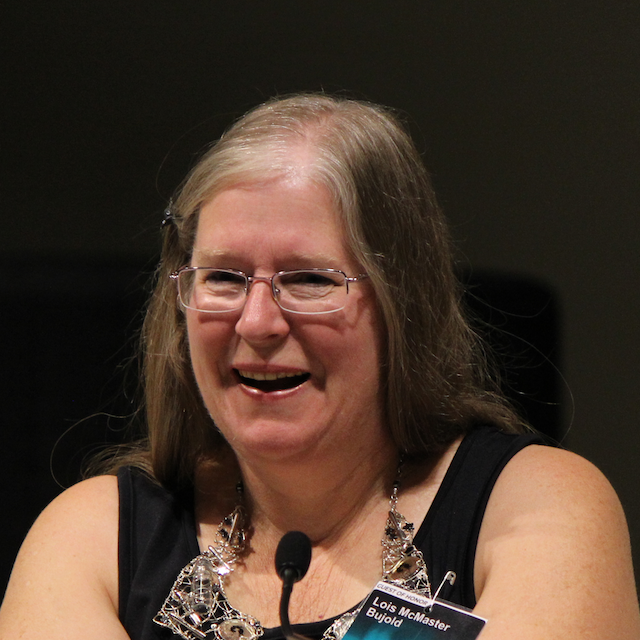
Буджолд, авторка твору, у 2012

«Танок віддзеркалень» (англ. Mirror Dance) — це науково-фантастичний роман Лоїс Макмастер Буджолд, частина Саги про Форкосіганів. Роман вперше вийшов у видавництві Baen Books у березні 1994 року, отримав премії Г'юго та Локус за найкращий роман 1995 року.

## Короткий сюжет
Клон Марк маскується під Майлза Форкосігана (його генетичного пращура) і цим обманом спонукає Дендарійців, найманців Майлза, на місію звільнення клонів, «ув'язнених» на Джексон Хоул, планеті, жителі якої готові на будь-що заради прибутку і де Марк був створений і вирощений. Коли Майлз дізнається, він намагається врятувати свої війська і брата-клона з ситуації, куди вони потрапили через Марка, але гине від голкової гранати. Його моментально поміщають у кріокамеру, але відповідального лікаря відтісняють від інших чоловіків, які відступають під вогнем. Медик використовує автоматизовану систему доставки, щоб відправити камеру в безпечне місце, але його вбивають, перш ніж він може сказати будь-кому місце призначення камери.
Дендарійці відвозять Марка до батьків Майлза на Барраяр. Корделія (мати Майлза) приймає його як ще одного сина і змушує визнати його юридично як члена сім'ї. Через деякий час Марк приходить до висновку, що Майлз все ще на Джексон Хоул, і вирішує вирушити туди, щоб пошукати його, оскільки Барраярська Імперська служба безпеки йому не вірить. Корделія допомагає, придбавши йому корабель.
Тим часом замороженого Майлза воскрешають Дюрони, дослідницька група, клонована від медичного генія, яка працює на магната Джексона Хоул барона Фелла. Пам'ять Майлза повертається лише через деякий час, впродовж якого лікарі не знають чи він Марк, Майлс або Адмірал Нейсміт (вигадана особистість, під якою Майлз керує Дендарійцями). Марк знаходить Майлза, але потрапляє в полон до старого ворога Майлза, барона Ріоваля, де його катують протягом п'яти днів. Його особистість фрагментується на чотири субособистості: Обжору, Кряхтуна (сексуального збоченця), Плаксу (мазохіста) та Вбивцю. Перші три захищають крихку особистість Марка, а Вбивця вичікує. Коли помічник Ріоваля повідомляє йому, що Марк, здається, насолоджується тортурами, розчарований Ріоваль вирішує наодинці вивчити свою жертву. Вбивця користується нагодою, щоб убити Ріоваля, даючи Марку можливість втекти.
Він продає секрети Ріоваля, доступні через кільце-код, барону Феллу за велику суму грошей і дозвіл для групи Дюрона емігрувати.
Коротка смерть Майлза і повернення до життя мають серйозні наслідки для його здоров'я. Марк має свої власні проблеми, завдяки його дивному вихованню, ускладненому тортурами. Коли він просить свою матір допомогти, вона посилає його в Колонію Бета для проходження психіатричного лікування і терапії.
Сюжет роману за необхідністю розповідається з точок зору Майлза та Марка.

## Нагороди
«Танок віддзеркалень» виграв премії Г'юго і Локус за найкращий науково-фантастичний роман 1995 року.